# Calosoma pseudocarabus
Calosoma (Callisthenes) pseudocarabus – gatunek chrząszcza z rodziny biegaczowatych, podrodziny Carabinae i plemienia Carabini.
Gatunek ten został opisany w 1928 roku przez Andrieja Siemionowa i Władimira Riedikorcewa. Według Sandro Bruschiego stanowi on podgatunek C. marginatum, natomiast według bazy Carbidae of the World (2015) jest on osobnym gatunkiem.
Krótkoskrzydły tęcznik o ciele długości od 17 do 18 mm. Wierzch ciała ciemniejszy niż u C. marginatum, rzadko słabo niebiesko połyskujący. Pokrywy o małych dołkach na pierwszorzędowych międzyrzędach. Rzeźba pokryw bardziej niż u C. marginatum spłaszczona.
Chrząszcz palearktyczny, znany z Kazachstanu, gdzie występuje w górach Saur.